# Latenska kultura
Latenska kultura je bila kultura evropske železne dobe, imenovana po arheološkem najdišču La Tène na severni strani jezera Neuchâtel v Švici, kjer je bilo v jezeru odloženih več tisoč predmetov, odkriti pa so bili po znižanju gladine leta 1857.
La Tène je tipična lokacija, ki so jo arheologi uporabljali za pozno obdobje kulture in umetnosti starodavnih Keltov, izraz, ki je trdno zasidran v ljudskem razumevanju, a predstavlja tudi številne težave za zgodovinarje in arheologe. Kultura je postala zelo razširjena in se pojavlja v veliko različnih lokalnih različicah. Pogosto se razlikuje od prejšnjih in sosednjih kultur, predvsem v slogu keltske umetnosti La Tène, za katerega je značilna ukrivljenost vrtinčastih dekoracij, zlasti kovinskih predmetov.
Latenska kultura je nastala in razvijala v pozni železni dobi (od okrog 500 pr. n. št. do rimskega osvajanja v 1. stoletju pr. n. št.) v Belgiji, vzhodni Franciji, Švici, Avstriji, Južni Nemčiji, na Češkem, Poljskem, Slovaškem, v Sloveniji, na Hrvaškem nn delih Madžarske, Ukrajine in Romunije. Kelti iz zahodne Iberije so delili številne vidike kulture, vendar v splošnem ne umetniškega sloga. Na severu se je razširila sodobna predrimska železna doba Severne Evrope, vključno z Jastorfsko kulturo severne Nemčije.

## Zgodovina
Prejšnja Halštatska kultura D, okoli 650-475 pr. n. št., je bila prav tako razširjena po vsej Evropi, prehod na to območje pa je bil postopen in je večinoma opazen na podlagi artefaktov latenske elite, ki se prvič pojavijo na zahodnem koncu stare halštatske regije.
Ustanovitev grške kolonije v Massalii (današnji Marseille na sredozemski obali Francije), ki je kasneje postala zelo uspešna, je spodbudila razcvet trgovine s halštatskimi območji po rekah Rona in Saona ter zgodnjih latenskih grobov, kot je grobnica v Vixu v Burgundiji, ki vsebuje uvoženo luksuzno blago skupaj z lokalno proizvedenimi predmeti. Večino območij so verjetno nadzorovali plemenski vodje, ki so živeli v utrdbah na hribu, medtem ko je večina prebivalstva živela v majhnih vasicah ali na kmetijah na podeželju.
Do leta 500 so se Etruščani razširili do mejnih območij Keltov v severni Italiji, trgovanje po Alpah pa je začelo preoblikovati trgovino z Grki in zmanjševalo pot po Roni. Cvetoča območja so vključevala srednji Ren, z velikimi rudniki železove rude, regijami Marne in Šampanja ter tudi s Češko, čeprav je bila trgovina s sredozemskim območjem manj pomembna. Trgovinske povezave in bogastvo so nedvomno sodelovali pri nastanku latenskega sloga, čeprav je velik del še vedno predmet razprav. Posebni motivi iz Sredozemlja so očitni, vendar novi slog ni odvisen od njega.
Približno 400 dokazov za sredozemsko trgovino je malo. Morda je tako zato, ker je razširjeno keltsko prebivalstvo med selitvami na jug in zahod prihajalo v nasilne konflikte z domačim prebivalstvom, vključno z Etruščani in Rimljani. Zdelo se je, da je življenje v večini latenskih domov postalo veliko bolj nestabilno in nagnjeno k vojnam. Okoli leta 387 so Kelti pod Brenom premagali Rimljane in nato opustošili Rim, in se uveljavili kot najpomembnejša grožnja Rimske države, status, ki so ga ohranili skozi vrsto rimsko-galskih vojn, dokler Julij Cezar ni osvojil Galije v letih 58 – 50 pr. n. št. Rimljani so preprečili, da bi Kelti segli južneje od Rima, na drugi strani pa so se na Balkan preselile skupine, ki so dosegle Grčijo, kjer so napadli Delfe leta 279, in Azijo, kjer je bila ustanovljena Galatija kot keltsko območje  Anatolije. Do takrat se je latenski slog razširil na Britanske otoke, čeprav očitno brez pomembnih selitev prebivalstva.
Po približno 275 letih se je začelo neustavljivo rimsko širjenje na območje, ki ga je zasedla Latenska kultura. Nikoli ni bila popolna, vendar je trajala do 1. stoletja n. št. v Britaniji, tako da so ostala le približna področja sodobnih keltskih narodov (razen Bretanje). Rimljani niso nikoli poskušali zasesti Irske in na koncu odločili, da širitev na severno Škotsko ni vredna težav, ter se leta 162 umaknili z linije Antoninovega zidu na Hadrijanov zid.

## Domovina La Tène
Čeprav ni znano, kje natančno je nastala Latenska kultura, obstaja široko soglasje, da je središče kulture ležalo na severozahodnih robovih Halštatske kulture, severno od Alp, v regiji med zahodno dolino reke Marne in Mozele ter del bližnjega Porenja. Na vzhodu je zahodni konec starega jedra Hallstatt v sodobni Bavarski, Avstriji in Švici v začetku zgodnje La Tene oblikoval nekoliko ločeno »vzhodno slogovno pokrajino«, ki se je pridružila zahodnemu območju v Alzaciji.
Leta 1994 je bila na Glaubergu v Hessnu, severovzhodno od Frankfurta ob Majni, izkopana prototipna skupina elitnih grobišč iz zgodnjega 5. stoletja pr. n. št., v regiji, ki je nekoč veljala za periferno latensko območje.  Mesto je bilo torej blizu južnega roba prvotnega "osrednjega" območja (kot velja tudi najdišče Hallstatt za njegovo jedro).
Od svoje domovine se je latenska kultura v 4. stoletju razširila na velik del sodobne Francije, Nemčije in Srednje Evrope, pa tudi do Hispanije, severne in osrednje Italije, Balkana in celo do Male Azije, v več migracijskih tokovih. Artefakti v latenskem slogu se začnejo istočasno pojavljati v Britaniji, na Irskem pa pozneje. Slog umetnosti Otoški La Tène je nekoliko drugačen in artefakte na začetku najdemo le v nekaterih delih otokov, ne pa tudi drugih. Selitvene poti se v najboljšem primeru zdijo le delno odgovorne za razširjanje tamkajšnje latenske kulture in morda drugih delov Evrope.

## Razdelitev na obdobja
Obsežne trgovinske vezi so opazne v tujih predmetih, odloženih v grobovih elite. Slogovni vplivi na materialno latensko kulturo so izpričani v etruščanskih, italijanski, grških, dačanskih in skitskih virih. Grška keramika in analiza, ki jo uporabljajo znanstvene tehnike, kot so dendrokronologija in termoluminiscenca, zagotavljajo časovno obdobje za absolutno kronologijo na nekaterih latenskih nahajališčih.
Tako kot pri mnogih arheoloških obdobjih je bila latenska zgodovina najprej razdeljena na zgodnjo (6. stoletje pr. n. št.), srednjo (približno 450-100 pr. n. št.) in pozno (1. stoletje pr. n. št.) fazo, pri čemer je rimska okupacija močno motila kulturo, čeprav mnogi elementi ostanejo v galsko-romanskih in romansko-britskih kulturah. Široka kulturna enotnost ni bila vzporedna s prevladujočimi socialno-političnimi združevalnimi strukturami, razpravljalo pa se je tudi o obsegu, v katerem je materialna kultura jezikovno povezana. Zgodovina umetnosti Latenske kulture ima različne sheme razdelitve na obdobja.

## Etnologija
Znanje o tem kulturnem območju izhaja iz treh virov: arheoloških dokazov, grških in latinskih literarnih dokazov in bolj sporno, iz etnografskih dokazov, ki kažejo na umetniške in kulturne prežitke v tradicionalno keltskih regijah zahodne Evrope. Nekatere družbe, ki se arheološko povezujejo z materialno latensko kulturo, so grški in rimski avtorji od 5. stoletja naprej opredeljevali kot Keltoi (Kelti) in Galli (Galci). Herodot (iv.49) je pravilno postavil Keltoi na izvir Ister / Donave v središču materialne latenske kulture: »Ister teče po Evropi, ki izvira v deželi Keltov«, ki pa očitno napačno razume svoj vir , je »najbolj oddaljena zahodno od vseh ljudi Evrope«.
Ali uporaba klasičnih virov pomeni, da je celotno latensko kulturo mogoče pripisati enotnemu keltskemu prebivalstvu, je težko oceniti. Arheologi so večkrat sklepali, da med jezikom, materialno kulturo in politično pripadnostjo ni nujno vzporednic. Freyjeve opombe (Frey 2004), da v 5. stoletju »pogrebni običaji v keltskem svetu niso bili enotni, temveč so imele lokalne skupine svoja lastna prepričanja, kar je posledično tudi povzročilo izrazite umetniške izraze«.
Razširitev keltskih jezikov pred in med obdobjem je prav tako negotova. V 19. stoletju je bilo mišljeno, da so to dosegli le na Irskem in v Veliki Britaniji v 1. tisočletju pr. n. št., vendar je zdaj verjetno, da so pred prihodom kulturnih slogov, povezanih z Kelti, morda že prej.

## Materialna kultura
Latenski kovinski izdelki iz brona, železa in zlata, so bili razviti tehnološko iz halštatske kulture, ki so slogovno značilno vgravirana in intarzirana z zapletenimi spiralami in prepleti, na finih bronastih posodah, čeladah in ščitih, konjskih okraskih in elitnem nakitu, še posebej vratni obroči imenovani torcs (ovratnice) in fibule. Zanje je značilna elegantna, stilizirana ukrivljena živalska in rastlinska oblika, sorodna s tradicijo halštatskih geometrijskih vzorcev.
Zgodnji slog latenske umetnosti in kulture je predvsem izrazito stalen geometrijski okras, medtem ko je prehod na razvit slog pomenil prehod na oblike gibanja, ki temeljijo na triskelionu. Nekatere podmnožice razvitega sloga vsebujejo posebne oblikovne trende, kot so ponavljajoče se kačaste vijuge na Waldalgesheim slogu.
Ljudje latenske dobe so prvotno živeli v odprtih naseljih, v katerih so vladali voditelji utrdb. Razvoj mest – oppidum - se pojavlja v sredini latenske kulture. Stanovanja so bila zgrajena iz tesanega lesa in ne zidana. Latenska ljudstva so izkopala tudi ritualne jaške, v katera so darovala votivne predmete in celo človeške žrtve. Zdi se, da so odrezane glave imele veliko moč in so bile pogosto zastopane v rezbarijah. Grobišča so vsebovala orožje, vozove in tako grobovi elite kot gospodinjstev vzpostavljajo močno kontinuiteto s posmrtnim življenjem. 

## Nahajališče La Tène
La Tène je vas na severni obali jezera Neuchâtel v Švici, kjer v jezero priteka majhna reka Thielle, ki povezuje še drugo jezero. To je ime za arheološko najdišče in istoimenski eponim za pozno železnodobno Latensko kulturo. Leta 1857 se je zaradi dolgotrajne suše znižala gladina vode v jezeru za približno 2 m. Na severnem koncu, med reko in točko južno od vasi Marin-Epagnier, je Hansli Kopp, ki je iskal starine za polkovnika Frédérica Schwaba, odkril več vrst lesenih pilotov, ki so še vedno segali približno 50 cm v vodo. Med njimi je Kopp zbral približno štirideset železnih mečev.
Švicarski arheolog Ferdinand Keller je svoje ugotovitve objavil leta 1868 v svojem prvem poročilu o švicarskih koliščarjih (Pfahlbaubericht). Leta 1863 je ostanke interpretiral kot keltsko vas, zgrajeno na kolih. Eduard Desor, geolog iz Neuchâtela, je kmalu zatem začel izkopavanja na obali jezera. Najdišče je interpretiral kot orožarsko, postavljeno na ploščadih na kolih nad jezerom in kasneje uničeno od sovražnikov. Druga interpretacija, ki je privedla do prisotnosti železnih mečev, ki niso bila izostrena, je bilo mesto ritualnega odlaganja.
S prvim sistematičnim znižanjem švicarskih jezer med letoma 1868 do 1883 se je mesto popolnoma osušilo. Leta 1880 je Emile Vouga, učiteljica Marin-Epagnierja, odkrila lesene ostanke dveh mostov (imenovana Pont Desor in Pont Vouga), prvotno dolga več kot 100 m, ki sta prečkala reko Thielle (danes naravni rezervat) In ostanke petih hiš na obali. Ko je Vougeva končala, je začel izkopavati tudi F. Borel, kustos Marin muzeja. Leta 1885 je kanton prosil Société d'Histoire v Neuchâtelu, da nadaljuje izkopavanja, katerih rezultate je istega leta izdala Vouga.
Vse skupaj je bilo v La Tènu izkopanih več kot 2500 predmetov, večinoma iz kovine. Prevladuje orožje, tam je bilo 166 mečev (večina brez sledi obrabe), 270 kopij in 22 ščitnikov, skupaj s 385 broškami, orodje in deli vozov. Našli so tudi številne človeške in živalske kosti. Najdišče je bilo uporabljeno v 3. stoletju pr. n. št., z vrhuncem dejavnosti okoli 200 let pred tem in opustitvijo približno 60 let pred n. št..  Razlaga mesta se razlikuje. Nekateri učenjaki verjamejo, da je most uničila visoka voda, drugi pa da je po uspešni bitki postal žrtev (skoraj ni ženskih okraskov).
Razstava ob 150. obletnici odkritja mesta La Tène je bila odprta leta 2007 v Musée Schwab v Bienne v Švici, ki se je preselila v Zürich leta 2008 in Mont Beuvray v Burgundiji leta 2009.

## Arheološka najdišča
Nekatera arheološka najdišča so:
- La Tène, Marin-Epagnier
- Bern, Engehalbinsel: oppidum
- Jolimont
- Manching: oppidum
- Mormont
- Münsingen, pokopališče
- Petinesca
- Basel oppidum
- Bibracte, oppidum Aedui pri Mont Beuvray v Burgundiji
- Skladišče Erstfeld
- Hochdorfov poveljniški grob
- Turicum-Lindenhof
- Bopfingen: Viereckschanze, značilna pravokotna ograda Fellbach-Schmiden, v bližini Stuttgarta: Viereckschanze; ritualni predmeti izkopani iz izvira
- Kleinaspergle: grobovi elite La Tene I
- pokopališče Waldalgesheimovega kočija: žrtvovana elitna kočija, 4. stoletje
- Glauberg, oppidum in grobovi elitne
- Dürrnberg pri Halleinu: pokopališče in zemeljska dela pozne halštatske-zgodnje latenske dobe
- Donnersberg: oppidum
- Vill v bližini Innsbrucka: ostanki stanovanj
- Sandberg Celtic mesto pri Platt in Roseldorf v Spodnji Avstriji
- Vix / Mont Lassois: oppidum in grobovi
- Titelberg: oppidum v Luksemburgu
- Reinheim: Grobnica princese / svečenice s pokopanimi darili

## Artefakti
Nekaj izstopajočih artefaktov latenske kulture:
- Grob iz Vixa zelo bogate ženske v Burgundiji pokopana z 1100-litrskim bronastim kraterjem (290 galon), največji, ki je bil kdaj najden.
- Kamnita glava iz Mšecké Žehrovice, Češka
- Kip bojevnika, ki je bil višji od človeške figure, in je stal nad grobovi Glauberg
- Pokopan bojni voz z avtohtonimi najdbami v kraju La Gorge Meillet (St-Germain-en-Laye: Musée des Antiquités Nationales)
- Basse Yutz Flagons 5. stoletja
- Čelada iz Agrisa, z zlato oblogo, c. 350
- Pokop Waldalgesheimovega voza, Bad Kreuznach, Nemčija, konec 4. stoletja pr. n. št. Rheinisches Landesmuseum Bonn; "Waldalgesham faza / slog" v umetnosti je ime za najden nakit.
- Zlati in bronasti model hrasta (3. stoletje pr. n. št.), ki je bil najden na Oppidumu v Manchingu.
- Kipi iz Roquepertuse, svetišče na jugu Francije
- Srebrni Gundestrupski kotel (2. ali 1. stoletje pr. n. št.), ki je bil ritualno zlomljen v šotnem barju blizu Gundestrupa na Danskem, a verjetno blizu Črnega morja, morda v Trakiji. (Narodni muzej Danske, Kopenhagen)
- Ščit iz Battersea (350-50 pr. n. št.), najden v Temzi, narejen iz brona z rdečim emajlom. (Britanski muzej, London)
- Čelada Waterloo, 150-50 pr. n. št., najdena v Londonu v Temzi
- Withamski ščit (4. stoletje pr. n. št.). (Britanski muzej, London) [24]
- Ponijev ščitnik z rogovi iz Torrsa iz Škotske
- Cordobski zaklad, Španija
- Velika ogrlica iz Snettishama, 100-75 let pred n. št., zlato, najnaprednejši britanski slog ogrlic
- Meyrickova čelada, po osvojitvi rimske čelne oblike, z dekoracijo La Tène
- Noriško jeklo